# Pterolophia ephippiata
Pterolophia ephippiata là một loài bọ cánh cứng trong họ Cerambycidae.